# Allodia bipexa
Allodia bipexa é uma espécie de mosquito da família Mycetophilidae. A espécie foi descrita por Mitsuhiro Sasakawa e Kunihiro Ishizaki em 2003.